# Dreambox

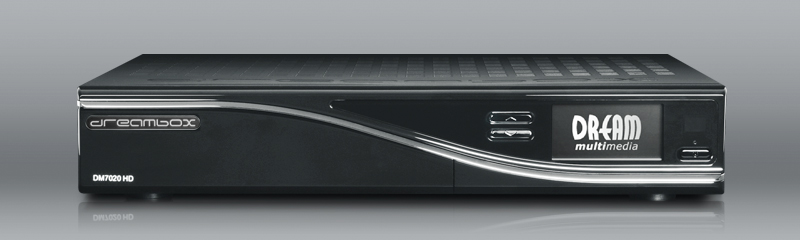
Dreambox Modell 7020HD

Dreambox ist die Bezeichnung für die DVB-Receiver der in Lünen ansässigen Firma Dream Property GmbH. Es gibt die Receiver in verschiedenen Versionen, davon war die Dreambox 7000 der erste Receiver am Markt, der „ab Werk“ mit einem Linux-Betriebssystem ausgeliefert wurde.
Allen Dreambox-Receivern, abgesehen vom DM 100, ist gemeinsam, dass sie mit Linux-Betriebssystem arbeiten. Die älteren Modelle gab es nur für DVB-S. Seit dem Jahr 2006 gibt es ebenfalls Modelle für den Empfang von DVB-C und DVB-T, es folgten Modelle für DVB-T2 und DVB-S2. Die Unterstützung für die verschiedenen digitalen Fernsehnormen sind entweder durch getrennte Modelle (bei der 500er-Serie), oder durch steckbare und somit austauschbare Tunermodule (bei 600, 800, 900, 920, 7025, 7020 HD und 8000) gelöst. Einige Modelle bieten zusätzlich die Möglichkeit, ein 2,5″- oder 3,5″-Festplattenlaufwerk zu integrieren. Dadurch werden bis zu ca. sechs gleichzeitige Aufnahmen und zeitversetztes Fernsehen (Timeshift) ermöglicht.
Größere Bekanntheit in den Medien bekamen die Dreamboxen im Frühjahr 2007, als bekannt wurde, dass mit entsprechender Software die Nagravision-Verschlüsselung von Premiere ausgehebelt werden konnte.
Die Receiver sind in der Lage, den Informationsservice Radio Screen Show (Übertragung von Bildern parallel zum Empfang von Radiosendern) anzuzeigen.

## Übersicht
| Modell        | Besonderheiten                                      | Tuner                                                          | Tuner                                                         | Tuner                                                         | Tuner                                                         | Display              | Anschlüsse und Schnittstellen | Anschlüsse und Schnittstellen | Anschlüsse und Schnittstellen | Anschlüsse und Schnittstellen | Anschlüsse und Schnittstellen | Anschlüsse und Schnittstellen | Anschlüsse und Schnittstellen | Anschlüsse und Schnittstellen | Anschlüsse und Schnittstellen | Anschlüsse und Schnittstellen | Anschlüsse und Schnittstellen | Leistungsaufnahme | Leistungsaufnahme | Leistungsaufnahme | Verfügbarkeit | Verfügbarkeit | Verfügbarkeit   |
| Modell        | Besonderheiten                                      | DVB-                                                           | DVB-                                                          | DVB-                                                          | DVB-                                                          | Display              | HDMI                          | Smartcard                     | Common Interface              | Ethernet RJ‑45                | seriell RS‑232                | Speicherkarten                | Speicherkarten                | USB                           | eSATA                         | mögl. Festplatte              | mögl. Festplatte              | Betrieb           | Standby           | Deep Standby      | von           | bis           | Nachfolgemodell |
| ------------- | --------------------------------------------------- | -------------------------------------------------------------- | ------------------------------------------------------------- | ------------------------------------------------------------- | ------------------------------------------------------------- | -------------------- | ----------------------------- | ----------------------------- | ----------------------------- | ----------------------------- | ----------------------------- | ----------------------------- | ----------------------------- | ----------------------------- | ----------------------------- | ----------------------------- | ----------------------------- | ----------------- | ----------------- | ----------------- | ------------- | ------------- | --------------- |
| Modell        | Besonderheiten                                      | C                                                              | T                                                             | S                                                             | S2                                                            | Display              | HDMI                          | Smartcard                     | Common Interface              | Ethernet RJ‑45                | seriell RS‑232                | CF                            | SD                            | USB                           | eSATA                         | intern                        | extern                        | Betrieb           | Standby           | Deep Standby      | von           | bis           | Nachfolgemodell |
| 100           | Betriebssystem basiert nicht auf Linux              | –                                                              | –                                                             | 1                                                             | –                                                             | 2×LED                | –                             | 1                             | –                             | 10/100                        | –                             | –                             | –                             | 1×1.2 (Slave)                 | –                             | –                             | –                             | 10 W              | ? W               | –                 | Oktober 2008  | ?             | –               |
| 5600 C        | Anschluss an Fernseher ohne SCART-Anschluss möglich | 1                                                              | –                                                             | –                                                             | –                                                             | vierstellige Anzeige | –                             | 1                             | 2                             | –                             | 1                             | –                             | –                             | –                             | –                             | –                             | –                             | ?                 | ?                 | ?                 | ?             | ?             | 500             |
| 5600 S        | Anschluss an Fernseher ohne SCART-Anschluss möglich | –                                                              | –                                                             | 1                                                             | –                                                             | vierstellige Anzeige | –                             | 1                             | 2                             | –                             | 1                             | –                             | –                             | –                             | –                             | –                             | –                             | ?                 | ?                 | ?                 | ?             | ?             | 500             |
| 5620 C        | Anschluss an Fernseher ohne SCART-Anschluss möglich | 1                                                              | –                                                             | –                                                             | –                                                             | vierstellige Anzeige | –                             | 1                             | 2                             | 10/100                        | 1                             | –                             | –                             | –                             | –                             | –                             | –                             | ?                 | ?                 | ?                 | ?             | ?             | 500             |
| 5620 S        | Anschluss an Fernseher ohne SCART-Anschluss möglich | –                                                              | –                                                             | 1                                                             | –                                                             | vierstellige Anzeige | –                             | 1                             | 2                             | 10/100                        | 1                             | –                             | –                             | –                             | –                             | –                             | –                             | ?                 | ?                 | ?                 | ?             | ?             | 500             |
| 500 C         | sehr kompakt                                        | 1                                                              | –                                                             | –                                                             | –                                                             | 2×LED                | –                             | 1                             | –                             | 10/100                        | 1                             | –                             | –                             | –                             | –                             | –                             | –                             | 10 W              | ?                 | –                 | 2006          | ?             | 500 HD          |
| 500 T         | sehr kompakt                                        | –                                                              | 1                                                             | –                                                             | –                                                             | 2×LED                | –                             | 1                             | –                             | 10/100                        | 1                             | –                             | –                             | –                             | –                             | –                             | –                             | 10 W              | ?                 | –                 | 2006          | ?             | 500 HD          |
| 500 S         | sehr kompakt                                        | –                                                              | –                                                             | 1                                                             | –                                                             | 2×LED                | –                             | 1                             | –                             | 10/100                        | 1                             | –                             | –                             | –                             | –                             | –                             | –                             | 10 W              | ?                 | –                 | 2006          | ?             | 500 HD          |
| 500 +         | sehr kompakt                                        | –                                                              | –                                                             | 1                                                             | –                                                             | 2×LED                | –                             | 1                             | –                             | 10/100                        | 1                             | –                             | –                             | –                             | –                             | –                             | –                             | 10 W              | ?                 | –                 | 2006          | ?             | 500 HD          |
| 500 HD        | HDTV-fähig, (experimentelle) DivX-Unterstützung     | 1                                                              | 1                                                             | –                                                             | –                                                             | 2×LED                | 1                             | 1                             | –                             | 10/100                        | –                             | –                             | –                             | intern                        | 1                             | –                             | eSATA                         | 12 W              | 10 W              | 1 W               | Februar 2010  | ?             | –               |
| 500 HD        | HDTV-fähig, (experimentelle) DivX-Unterstützung     | –                                                              | –                                                             | –                                                             | 1                                                             | 2×LED                | 1                             | 1                             | –                             | 10/100                        | –                             | –                             | –                             | intern                        | 1                             | –                             | eSATA                         | 12 W              | 10 W              | 1 W               | Februar 2010  | ?             | –               |
| 600 PVR       | sehr kompakt                                        | wechselbar                                                     | wechselbar                                                    | wechselbar                                                    | wechselbar                                                    | 2×LED                | –                             | 1                             | –                             | 10/100                        | 1                             | –                             | –                             | –                             | –                             | IDE 2,5″                      | –                             | 15 W              | ? W               | ? W               | April 2007    | ?             | 800 HD PVR      |
| 800 HD PVR    | HDTV-fähig, sehr kompakt                            | wechselbar                                                     | wechselbar                                                    | wechselbar                                                    | wechselbar                                                    | OLED                 | 1                             | 1                             | –                             | 10/100                        | 1                             | –                             | –                             | 2×2.0, 1×1.1 (intern)         | 1                             | SATA 2,5″                     | eSATA, USB                    | 15 W              | 7,4 W             | –                 | Mai 2008      | ?             | 800 HD se       |
| 800 HD se     | HDTV-fähig, DivX-Unterstützung                      | wechselbar, twintunerfähig                                     | wechselbar, twintunerfähig                                    | wechselbar, twintunerfähig                                    | wechselbar, twintunerfähig                                    | farbiges OLED        | 1                             | 2                             | –                             | 10/100                        | –                             | –                             | –                             | 2×2.0                         | 1                             | SATA 2,5″                     | eSATA, USB                    | 15 W              | ? W               | ? W               | November 2010 | ?             | 820 HD          |
| 7000          |                                                     | –                                                              | –                                                             | 1                                                             | –                                                             | LCD                  | –                             | 2                             | 1                             | 10/100                        | 1                             | 1                             | –                             | 1×1.1                         | –                             | IDE 3,5″                      | –                             | 20 W              | 11 W              | 2 W               | 2003          | ?             | 7020            |
| 7020          | Anschluss an Fernseher ohne SCART-Anschluss möglich | –                                                              | –                                                             | 1                                                             | –                                                             | LCD                  | –                             | 2                             | 1                             | 10/100                        | 1                             | 1                             | –                             | 1×1.1                         | –                             | IDE 3,5″                      | –                             | 20 W              | 11 W              | 2 W               | ?             | ?             | 7025            |
| 7025          |                                                     | 2× wechselbar                                                  | 2× wechselbar                                                 | 2× wechselbar                                                 | –                                                             | LCD                  | –                             | 2                             | 1                             | 10/100                        | 1                             | 1                             | –                             | 1×1.1, 1×1.1 (intern)         | –                             | IDE 3,5″                      | –                             | 30 W              | 25 W              | 2 W               | 2005          | 2007          | 8000 HD PVR     |
| 7025+         | OLED                                                | 2× wechselbar                                                  | 2× wechselbar                                                 | 2× wechselbar                                                 | –                                                             | 2007                 | –                             | 2                             | 1                             | 10/100                        | 1                             | 1                             | –                             | 1×1.1, 1×1.1 (intern)         | –                             | IDE 3,5″                      | –                             | 30 W              | 25 W              | 2 W               | ?             |               | 8000 HD PVR     |
| 7020 HD       | HDTV-fähig                                          | 2× wechselbar, twintunerfähig                                  | 2× wechselbar, twintunerfähig                                 | 2× wechselbar, twintunerfähig                                 | 2× wechselbar, twintunerfähig                                 | OLED                 | 1                             | 2                             | 2                             | 10/100                        | –                             | –                             | –                             | 3×2.0                         | 1                             | SATA 3,5″                     | eSATA, USB                    | 20 W              | 11 W              | 1 W               | Oktober 2011  | ?             | –               |
| 8000 HD PVR   | HDTV-fähig                                          | –                                                              | –                                                             | –                                                             | 2                                                             | OLED                 | 1                             | 2                             | 4                             | 10/100                        | 1                             | 1                             | 1                             | 3×2.0                         | –                             | SATA 3,5″                     | USB                           | 30 W              | 26 W              | 2 W               | 2009          | 2012          | 7080 HD         |
| 8000 HD PVR   | HDTV-fähig                                          | 2× wechselbar                                                  |                                                               |                                                               |                                                               | OLED                 | 1                             | 2                             | 4                             | 10/100                        | 1                             | 1                             | 1                             | 3×2.0                         | –                             | SATA 3,5″                     | USB                           | 30 W              | 26 W              | 2 W               | 2009          | 2012          | 7080 HD         |
| 7080 HD       | HDTV-fähig                                          | –                                                              | –                                                             | –                                                             | 2                                                             | OLED                 | 2                             | 2                             | 2                             | 10/100/1000                   | 1                             | –                             | 1                             | 2×2.0, 2×3.0                  | –                             | SATA 3,5″                     | USB                           | ?                 | ?                 | ?                 | November 2014 | ?             | –               |
| 7080 HD       | HDTV-fähig                                          | 2× wechselbar, twin- und tripletunerfähig, Multistream und FBC |                                                               |                                                               |                                                               | OLED                 | 2                             | 2                             | 2                             | 10/100/1000                   | 1                             | –                             | 1                             | 2×2.0, 2×3.0                  | –                             | SATA 3,5″                     | USB                           | ?                 | ?                 | ?                 | November 2014 | ?             | –               |
| 820 HD        | HDTV-fähig                                          | –                                                              | –                                                             | –                                                             | 1                                                             | OLED                 | 2                             | 2                             | –                             | 10/100/1000                   | –                             | –                             | 1                             | 2×2.0                         | 1                             | SATA 2,5″                     | eSATA, USB                    | ?                 | ?                 | ?                 | November 2014 | ?             | –               |
| 820 HD        | HDTV-fähig                                          | wechselbar, twin- und tripletunerfähig, Multistream und FBC    |                                                               |                                                               |                                                               | OLED                 | 2                             | 2                             | –                             | 10/100/1000                   | –                             | –                             | 1                             | 2×2.0                         | 1                             | SATA 2,5″                     | eSATA, USB                    | ?                 | ?                 | ?                 | November 2014 | ?             | –               |
| 520 C/T2      | HDTV-fähig                                          | 1                                                              | 1                                                             | –                                                             | –                                                             | OLED                 | 1                             | 1                             | –                             | 10/100                        | –                             | –                             | –                             | 2×2.0                         | 1                             | –                             | USB                           | ?                 | ?                 | ?                 | August 2016   | 2018          | –               |
| 520 S2        | HDTV-fähig                                          | –                                                              | –                                                             | –                                                             | 1                                                             | OLED                 | 1                             | 1                             | –                             | 10/100                        | –                             | –                             | –                             | 2×2.0                         | 1                             | –                             | USB                           | ?                 | ?                 | ?                 | August 2016   | 2018          | –               |
| 525 C/T2 CI   | HDTV-fähig                                          | 1                                                              | 1                                                             | –                                                             | –                                                             | OLED                 | 1                             | 1                             | 1                             | 10/100                        | –                             | –                             | –                             | 2×2.0                         | 1                             | –                             | USB                           | ?                 | ?                 | ?                 | Oktober 2016  | 2018          | –               |
| 525 S2 CI     | HDTV-fähig                                          | –                                                              | –                                                             | –                                                             | 1                                                             | OLED                 | 1                             | 1                             | 1                             | 10/100                        | –                             | –                             | –                             | 2×2.0                         | 1                             | –                             | USB                           | ?                 | ?                 | ?                 | Oktober 2016  | 2018          | –               |
| 525 Combo     | HDTV-fähig                                          | 1                                                              | 1                                                             | –                                                             | 1                                                             | OLED                 | 1                             | 1                             | 1                             | 10/100                        | –                             | –                             | –                             | 2×2.0                         | 1                             | –                             | USB                           | ?                 | ?                 | ?                 | Januar 2017   | –             | –               |
| 900 ultraHD   | ultraHD-fähig, H.265                                | wechselbar, twin- und tripletunerfähig, Multistream und FBC    | wechselbar, twin- und tripletunerfähig, Multistream und FBC   | wechselbar, twin- und tripletunerfähig, Multistream und FBC   | wechselbar, twin- und tripletunerfähig, Multistream und FBC   | farbiges LCD         | 2 (HDMI 2.0 out HDMI 1.4a in) | 1                             | 1                             | 10/100/1000                   | –                             | –                             | 1                             | 2×3.0                         | –                             | SATA 2,5"                     | USB                           | ?                 | ?                 | ?                 | Dezember 2016 | –             | –               |
| 920 ultraHD   | ultraHD-fähig, H.265                                | 2×wechselbar, twin- und tripletunerfähig, Multistream und FBC  | 2×wechselbar, twin- und tripletunerfähig, Multistream und FBC | 2×wechselbar, twin- und tripletunerfähig, Multistream und FBC | 2×wechselbar, twin- und tripletunerfähig, Multistream und FBC | farbiges LCD         | 2 (IN + OUT beide 2.0)        | 1                             | 2                             | 10/100/1000                   | –                             | –                             | 1                             | 2×3.0                         | –                             | SATA 2,5"                     | USB                           | ?                 | ?                 | ?                 | Oktober 2017  | –             | –               |
| ONE UltraHD   | ultraHD-fähig, H265, Linux/Android dual boot        | –                                                              | –                                                             | –                                                             | 1                                                             | –                    | 1                             | 1                             | –                             | 10/100/1000                   | –                             | –                             | 1                             |                               | –                             | –                             | USB                           | ?                 | ?                 | ?                 | 2019          | –             | –               |
| One Combo UHD | ultraHD-fähig, H265, Linux/Android dual boot        | 1                                                              | 1                                                             | –                                                             | 1                                                             | –                    | 1                             | 1                             | –                             | 10/100/1000                   | –                             | –                             | 1                             | 2019 oder 2020                | –                             | –                             | USB                           | ?                 | ?                 | ?                 | –             | –             |                 |
| Two UltraHD   | ultraHD-fähig, H265                                 | –                                                              | –                                                             | –                                                             | 2                                                             | kleines farbiges LCD | 1                             | 1                             | 1                             | 10/100/1000                   | –                             | –                             | 1                             | 1x2.0 1x3.0                   | –                             | –                             | USB                           | ?                 | ?                 | ?                 | Oktober 2020  | –             | –               |

1. ↑  Die Geschwindigkeit von Ethernet wird in Megabit/s ausgedrückt. „10/100“ entspricht 100BASE-TX, auch als Fast Ethernet bezeichnet, welches maximal 100 Megabit/s übertragen kann.
Es werden 8P8C-Modularstecker und -buchsen verwendet. Im Handel ist deren Bezeichnung meist „RJ-45.“
2. 1 2 3 4  Ein DVB-C/T-Hybridtuner kann entweder ein Kabelfernsehsignal oder ein digitales terrestrisches Fernsehsignal empfangen.
3. 1 2 3  Die Verbindung über eine serielle Schnittstelle wird mittels Mini-USB-Adapter ermöglicht.
4. 1 2  Obwohl dieses Modell keinen HDMI-Ausgang bietet kann es mit dem mitgelieferten Kabel über den DVI-Ausgang vollwertig an einen HDMI-Eingang angeschlossen werden.

## Modelle

### DM 100
Die DM 100 ist die kleinste aller Dreamboxen (195 mm × 130 mm × 30 mm). Von der DM 100 gibt es nur eine Sat-Variante. Das Betriebssystem basiert nicht auf Linux wie bei den anderen Modellen und ist zudem nicht open source. Grund dafür ist, dass die Firma Dream Multimedia weder Verkäufer der DM 100 noch Entwickler der zugehörigen Software ist. Es wurde lediglich die Verwendung des Namens lizenziert und der technische Support übernommen.

### DM 500 und DM 500+
Die DM500 und die DM500+ haben kein LC-Display, sondern nur 2 Status-LEDs und sind in ihren Maßen sehr kompakt (195 mm × 130 mm × 40 mm). Die DM500 gab es ab Werk als DVB-S, DVB-C und DVB-T Ausführung, die DM500+ nur als DVB-S. Die Tuner sind jedoch nicht, wie bei den neueren Boxen, tauschbar. Die DM500+ hat zudem 32 MB NAND Flash und 96 MB RAM Arbeitsspeicher im Gegensatz zur DM500 mit 8 MB NOR-Flash und 32 MB RAM Arbeitsspeicher und eine verbesserte Ethernetschnittstelle (Chipset der DM500 war zu langsam).
Technische Daten:
- 250-MHz-PowerPC-Prozessor
- 2 × LED-Anzeige
- MPEG-2 Hardware decoding, DVB-C/T/S
- Smartcard-Reader (Dreamcrypt CA)
- Scart-Anschluss (unterstützt RGB, FBAS und S-Video Y/C)
- FBAS Cinch
- RS232-Schnittstelle
- 10/100-Mbit-kompatibles Ethernet Interface RJ45
- S/PDIF optischer Anschluss (Toslink)
- 8 / 32 MByte Flash, 32 / 96 MByte RAM (Arbeitsspeicher) DM500 / DM500+
- analoges Modem (nur DM500+)

### DM 500 HD
Die DM 500 HD ist eine technisch reduzierte Variante der DM 800 HD PVR im Gehäuse einer DM 500 ohne Display. Sie bietet als erste Dreambox einen HDMI- statt eines DVI-Ausgangs. Wie die DM 8000 HD PVR verfügt sie auch über einen schnelleren 400-MHz-MIPS-Prozessor (Broadcom BCM7405). Die DM 500 HD hat ein eingebautes Analogmodem, während die Mini-USB-Buchse am Gerät nur ein „USB-serial device“ darstellt, um über einen PC die Firmware zu aktualisieren.
Seit Sommer 2013 ist eine neue Revision dieser Box im Handel, welche einen größeren Arbeitsspeicher von 512 MB statt 256 MB und eine Flashspeicher von 1 GB statt 64 MB aufweist (V2). Dies war notwendig, um neue Dienste, wie z. B. HbbTV zu realisieren.
Weitere Features:
- MPEG-4 H.264 (1080p) und HDMI.
- DVB-S2 oder DVB-C/T Tuner, fix verbaut (modellabhängig)
- 10/100 Mbit Ethernet Interface RJ45
- HDMI-Anschluss (HDCP konform), CEC-Unterstützung
- Smartcard-Reader
- S/PDIF optischer Anschluss (Toslink)
- eSATA-Anschluss für Festplatten(PVR)
- ein Mini-USB Type B mit integriertem USB2serial-Interface für Service
- analoges Modem RJ11
- SCART-Ausgang mit Downscaling von HD (unterstützt FBAS, YUV, S-Video und RGB)
- 400-MHz-MIPS-Prozessor (Broadcom BCM7405), 64 MByte Flash, 256 MByte RAM (seit V2 erhöht auf 1 GB Flash, 512 MB RAM)
- die Unterstützung von High Definition TV bis 1080i
- integrierter PWM-Lüfter

### DM 5600 und DM 5620
Die DM 5600 wurde nur für relativ kurze Zeit vertrieben und wurde dann durch die mit einer Netzwerkschnittstelle ergänzte 5620 ersetzt. Sonst gibt es keine Unterschiede zwischen der DM 5600 und der DM 5620. Auch diese Box hat kein LC-Display, sondern eine 4-stellige 7-Segment-Anzeige. Der RF(UHF)-Modulator ermöglicht den Anschluss eines Fernsehgerätes ohne SCART-Buchse.

### DM 600 PVR
Die 600 PVR ist als Nachfolger der 500 zu sehen. Ein wesentlicher Unterschied ist die optionale interne 2,5″-IDE-Festplatte. Hauptmerkmal ist der 250 MHz PowerPC Prozessor und das Linux-Betriebssystem. Die Dreambox DM600 PVR unterstützt die Standard Linux API (DirectFB, Linux-FB, LIRC, …), ENIGMA1. Sie hat auswechselbare Tuner für DVB-C/S/T.
Technische Daten:
- 250-MHz-PowerPC-Prozessor
- 2 × LED-Anzeige
- Wechselbarer Tuner Plug&Play (DVB-S, DVB-T, DVB-C; frei wählbar)
- MPEG-2 Hardware decoding, DVB-C/T/S
- Plug&Play Halterung für eine interne 2,5″-PATA-IDE-Festplatte
- Smartcard-Reader (Dreamcrypt CA)
- Scart-Anschluss (unterstützt RGB, FBAS und S-Video Y/C)
- S-Video Y/C Anschluss (Mini-DIN S-Video)
- RS232-Schnittstelle
- Analoges Modem
- 10/100-Mbit-kompatibles Ethernet Interface RJ45
- S/PDIF optischer Anschluss (Toslink)
- 32 MByte NAND-Flash, 96 MByte RAM (Arbeitsspeicher)

### DM 7000

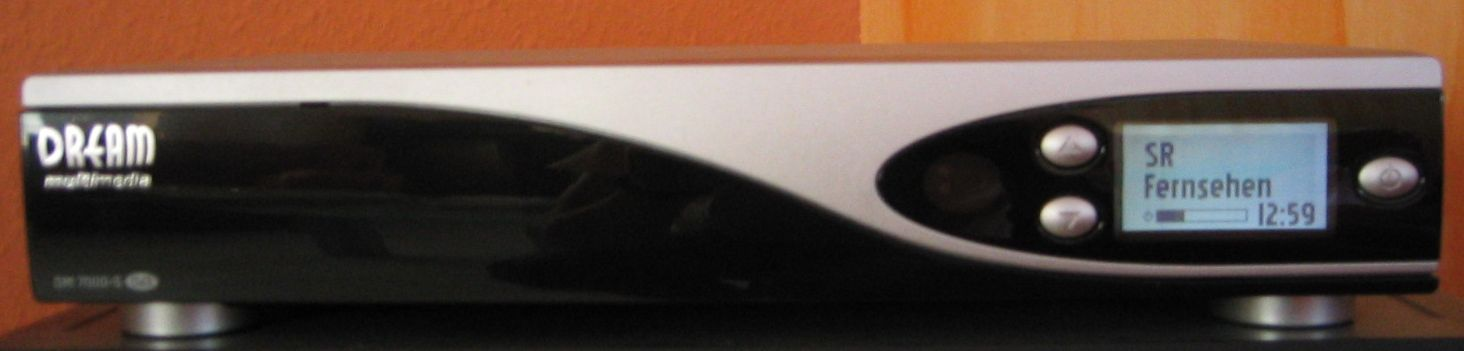
DM7000-S Frontansicht

Die 7000er Dreambox ist ein reiner Satellitenempfänger und kam 2003 auf den Markt. Sie bietet die Möglichkeit zum Einbau einer Festplatte. Das Gerät hat keine Lüfter und arbeitet daher geräuschlos.

### DM 7020
Die DM 7020 ist das Nachfolgemodell der DM 7000. Die Unterschiede zur DM 7000 sind im Wesentlichen Detailverbesserungen, welche die bekannten hardwarebedingten Schwächen der DM 7000 ausmerzen sollen.
- Das Gerät wird mit einem separaten Netzteil eines Fremdherstellers betrieben, weshalb Probleme mit Anlaufströmen von Festplatten der Vergangenheit angehören sollen.
- Zur Behebung der bekannten Probleme beim gleichzeitigen Betrieb von Festplatte und CF-Disks hat der CF-Slot nun einen separaten IDE-Bus.
- Ein HF-Modulator, Video-Cinch und eine externe 12-V-Stromversorgung zur Satelliten-Umschaltung gehören zu den weiteren Neuerungen.
- Auf der DM 7020 lassen sich mit iPKG recht einfach zusätzliche Tools, wie Samba, DHCP etc. installieren.

Technische Daten:
- 250-MHz-PowerPC-Prozessor
- Großflächiges LC-Display
- MPEG-2 Hardware decoding, DVB-S
- 1× DVB Common-Interface Einschub
- 2× Smartcard-Reader (Dreamcrypt CA)
- RS232-Schnittstelle
- CF-Cardreader (CompactFlash)
- 10/100-MBit-kompatibler Ethernet RJ45
- Analoges Modem
- 1× USB 1.1
- S/PDIF optischer Anschluss (Toslink)
- 2× SCART Ein-/Ausgänge (unterstützen FBAS, S-Video und RGB)
- RF Modulator
- Audio/Video Cinch out
- 32 MByte Flash, 96 MByte RAM (Arbeitsspeicher)
- Eingebauter IDE-Anschluss
- Festplattenunterstützung für alle üblichen Größen mit Plug&Play (3,5″-PATA-IDE)

### DM 7020 HD
Die DM 7020 HD wurde als Modellupdate der DM 7025(+) auf den Markt gebracht. Hauptunterschied ist die Unterstützung von DVB-S2-Tunern zum Empfang von HD-Programmen. Weiterhin wurde die Hardware aktualisiert, so kommt nun zum Beispiel ein 400 MHz schneller MIPS-Prozessor zum Einsatz, welcher mit dem Prozessor der DM 8000 verwandt ist. Im Sommer 2013 erschien die Version 2 (V2). Sie unterscheidet sich vom Vorgänger nur durch Speicherbausteine eines anderen Herstellers. Ausgeliefert wird die DM 7020 HD standardmäßig mit einem DVB-S2 sowie einem DVB-C/T-Kombi-Tuner, sie ist aber auch in anderen Kombinationen erhältlich. Mit dem neuen DVB-S2 Twin Tuner als Erweiterung sind bis zu 4 Eingänge möglich.
Wesentliche Merkmale:
- MPEG-4 H.264 (1080p) und HDMI.
- OLED-Display, monochrom weiß
- 10/100Mbit Ethernet Interface
- HDMI-Anschluss (HDCP-konform), CEC-Unterstützung
- 2× Smartcard-Reader
- 2× Common-Interface
- S/PDIF optischer Anschluss (Toslink)
- 2× wechselbarer Tuner Plug&Play (DVB-S2, DVB-T, DVB-C; frei wählbar bzw. kombinierbar)
- akzeptiert den neuen DVB-S2 Twin Tuner als Erweiterung
- 2× USB 2.0 auf der Rückseite
- 1× USB 2.0 Front
- 1× Mini-USB Type B mit integriertem USB2serial-Interface für Service
- 1× eSATA
- 1× SATA intern
- Analoges Modem
- Plug&Play-Halterung für eine interne 3,5″-SATA-Festplatte
- 400 MHz MIPS Prozessor (Broadcom BCM7405), 1 GB Flash, 512 MB RAM
- Unterstützung von High Definition TV bis 1080i
- SCART-Ausgang mit Downscaling von HD (unterstützt FBAS, YUV, S-Video und RGB)

### DM 7025 und DM 7025+

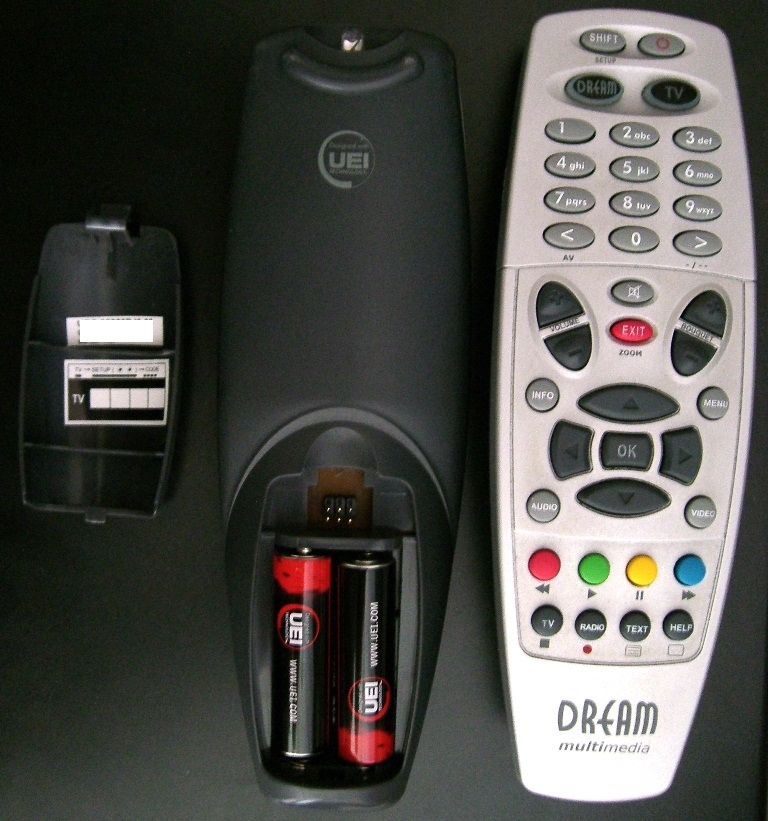
Dreambox 7025 Fernbedienung

- 2 beliebig misch- und steckbare Plug&Play-Tuner (2 DVB-S-Tuner sind dabei, DVB-T- und DVB-C-Tuner sind als Zubehör erhältlich)
- Aufgrund der neuen CPU kann die 7025 auch MPEG-2-HDTV dekodieren. Da die Box keine digitalen Videoausgänge hat, werden entsprechende Kanäle jedoch nur skaliert ausgegeben (also in SDTV). Über das Webinterface können die Sender am PC-Monitor jedoch in voller Qualität angesehen werden. Die DM7025+ hat ein OLED-Display statt LCD, ein verbessertes Netzteil (Temperatur niedriger bei eingebauter HDD) und eine Auswurftaste für den CI-Slot.

Technische Daten:
- 300-MHz-MIPS-Prozessor
- OLED-Display (DM7025+)
- TWIN Tuner, steck- und mischbar, Plug&Play (DVB-S, DVB-C, DVB-T)
- 1× DVB Common-Interface-Einschub
- 2× Smartcard-Reader (Dreamcrypt CA)
- RS232-Schnittstelle
- CF-Cardreader (CompactFlash)
- 10/100 MBit kompatibler Ethernet Interface RJ45
- 1× USB 1.1
- S/PDIF optischer Anschluss (Toslink)
- 2× Scart Ein-/Ausgänge (unterstützt FBAS, S-Video und RGB)
- FBAS Cinch
- HF-Modulator
- 32 MByte Flash, 128 MByte RAM (Arbeitsspeicher)
- Eingebauter IDE-Anschluss mit Plug&Play-Halterung
- Festplattenunterstützung für alle üblichen Größen (3,5″ PATA IDE)

### DM 7080 HD
Die DM 7080 HD wurde als Modellupgrade der DM 7020 HD und als Nachfolger der ausgelaufenen DM 8000 HD auf den Markt gebracht. Sie hat bis zu 4 Tuner, 2 davon fest eingebaut und 2 wechselbar und aktualisierte Hardware, so kommt nun zum Beispiel ein 1300 MHz schneller MIPS-Prozessor mit 2 Threads Pro Kern zum Einsatz. Mit dem neuen DVB-S2 Twin Tuner als Erweiterung kann die Box bis zu 5 Eingänge verwalten.
Wesentliche Merkmale:
- MPEG-2 H.264 (1080p) und HDMI.
- OLED-Display
- 10/100/1000 MBit/s Ethernet-Interface
- 2× HDMI 1.4a Anschluss (1× Eingang, 1× Ausgang) (HDCP-konform), CEC-Unterstützung
- 2× Smartcard-Reader
- 2× Common-Interface
- S/PDIF optischer Anschluss (Toslink)
- 2× DVB-S2-Tuner integriert
- 2× wechselbarer Plug&Play-Tuner (DVB-S2, DVB-T, DVB-C; frei wählbar bzw. kombinierbar)
- akzeptiert den neuen DVB-S2-Twin-Tuner als Erweiterung
- 2× USB 2.0
- 2× USB 3.0
- 1× Mini-USB Type B mit integriertem USB2-Serial-Interface für Service
- Integrierter SD-Kartenleser
- 1× SATA intern
- Plug&Play-Halterung für eine interne 3,5″-SATA-Festplatte
- 1300 MHz-MIPS-Prozessor (Broadcom BCM7435, Dualcore), 4 GB Flash, 2 GB RAM
- Unterstützung von High Definition TV bis 1080p

### DM 800 HD PVR
Die DM800HD PVR ist das Nachfolgemodell der DM 600 PVR und wurde von der DM800HD se (second edition) abgelöst.
Wesentliche Merkmale:
- MPEG-4 H.264 (1080p) und DVI
- OLED-Anzeige monochrom weiß
- 10/100Mbit Ethernet Interface
- Wechselbarer Plug&Play-Tuner (DVB-S2, DVB-T, DVB-C; frei wählbar)
- Smartcard-Reader
- S/PDIF optischer Anschluss (Toslink)
- 2× USB 2.0 auf der Rückseite
- 1× eSATA (dieser Anschluss funktioniert nur, wenn keine interne 2,5″ SATA Festplatte angeschlossen ist)
- Plug&Play-Halterung für eine interne 2,5″ SATA-Festplatte
- RS232-Schnittstelle
- DVI-Anschluss (HDCP-konform)
- Analoges Modem (RJ11)
- SCART-Ausgang mit Downscaling von HD (unterstützt FBAS, YUV, S-Video und RGB)
- 300 MHz-MIPS-Prozessor (Broadcom BCM7401), 64 MByte Flash, 256 MByte RAM
- Unterstützung von High Definition TV bis 1080p

### DM 800 HD se
Die DM 800 HD se (second edition) ist das Nachfolgemodell der DM 800 HD PVR.
Sie wird seit Sommer 2013 als neue Revision (V2) angeboten, welche einen größeren Arbeitsspeicher von 512 MB statt 256 MB RAM und einen Flashspeicher von 1 GB statt 64 MB NAND aufweist. Das war notwendig, um neue Dienste, wie z. B. HbbTV zu realisieren. Wird mit der neuen Twin-Modul-Erweiterung zu einem Twin-Tuner-Gerät.
Wesentliche Merkmale:
- MPEG-4 H.264 (1080p) und HDMI.
- OLED-Display Color
- 10/100Mbit Ethernet-Interface
- HDMI-Anschluss (HDCP-konform), CEC-Unterstützung
- 2× Smartcard-Reader
- S/PDIF optischer Anschluss (Toslink)
- Wechselbarer Plug&Play-Tuner (DVB-S2, DVB-T, DVB-C; frei wählbar)
- akzeptiert den neuen DVB-S2-Twin-Tuner als Erweiterung
- Anschluss vorhanden für eine interne SATA 2,5″ Festplatte
- 2× USB 2.0 auf der Rückseite
- 1× Mini-USB Type B mit integriertem USB2-Serial-Interface für Service
- 1× eSATA (dieser Anschluss funktioniert nur, wenn keine interne SATA 2,5″ Festplatte angeschlossen ist)
- Plug&Play-Halterung für eine interne 2,5″ SATA-Festplatte
- Analoges Modem (RJ11)
- SCART – mit Downscaling von HD (unterstützt FBAS, YUV, S-Video und RGB)
- 400 MHz-MIPS-Prozessor (Broadcom BCM7405), 64 MByte Flash, 256 MByte RAM (seit V2 erhöht auf 1 GB NAND Flash, 512 MB RAM)
- Unterstützung von High Definition TV bis 1080p
- Integrierter PWM-Lüfter

### DM 820 HD
Die DM 820 HD ist das Nachfolgemodell der DM 800 HD se und wurde im November 2014 vorgestellt. Im Vergleich zum Vorgängermodell wurden hauptsächlich Änderungen an der Performance vorgenommen. So verfügt die DM 820 HD nun unter anderem über einen Dualcore-Prozessor und einen deutlich erhöhten Arbeitsspeicher von 2 GB. Kann mit dem neuen DVB-S2 Twin Tuner erweitert werden. Der SCART-Anschluss der DM 800 HD se ist entfallen.
Wesentliche Merkmale:
- Dreambox-OS
- Dreambox-API
- 7.000 MIPS Dualcoreprozessor
- 4 GB Flash
- 2 GB RAM
- 10/100/1.000 MBit/s Gigabit Ethernet
- 2 × HDMI-Anschluss (Ein- und Ausgang)
- Plug&Play-Tuner (für DVB-S2, DVB-C oder DVB-T)
- akzeptiert den neuen DVB-S2-Twin-Tuner als Erweiterung
- 2 × USB 2.0
- Mini-USB Service Port
- 2 × Smartcard Reader
- S/PDIF-Audioausgang
- 2,5-Zoll-Festplatte (optional)
- DiSEqC 1.0, 1.1, 1.2, USALS
- 225 × 145 × 52 mm (B × T × H)

### DM 8000 HD PVR

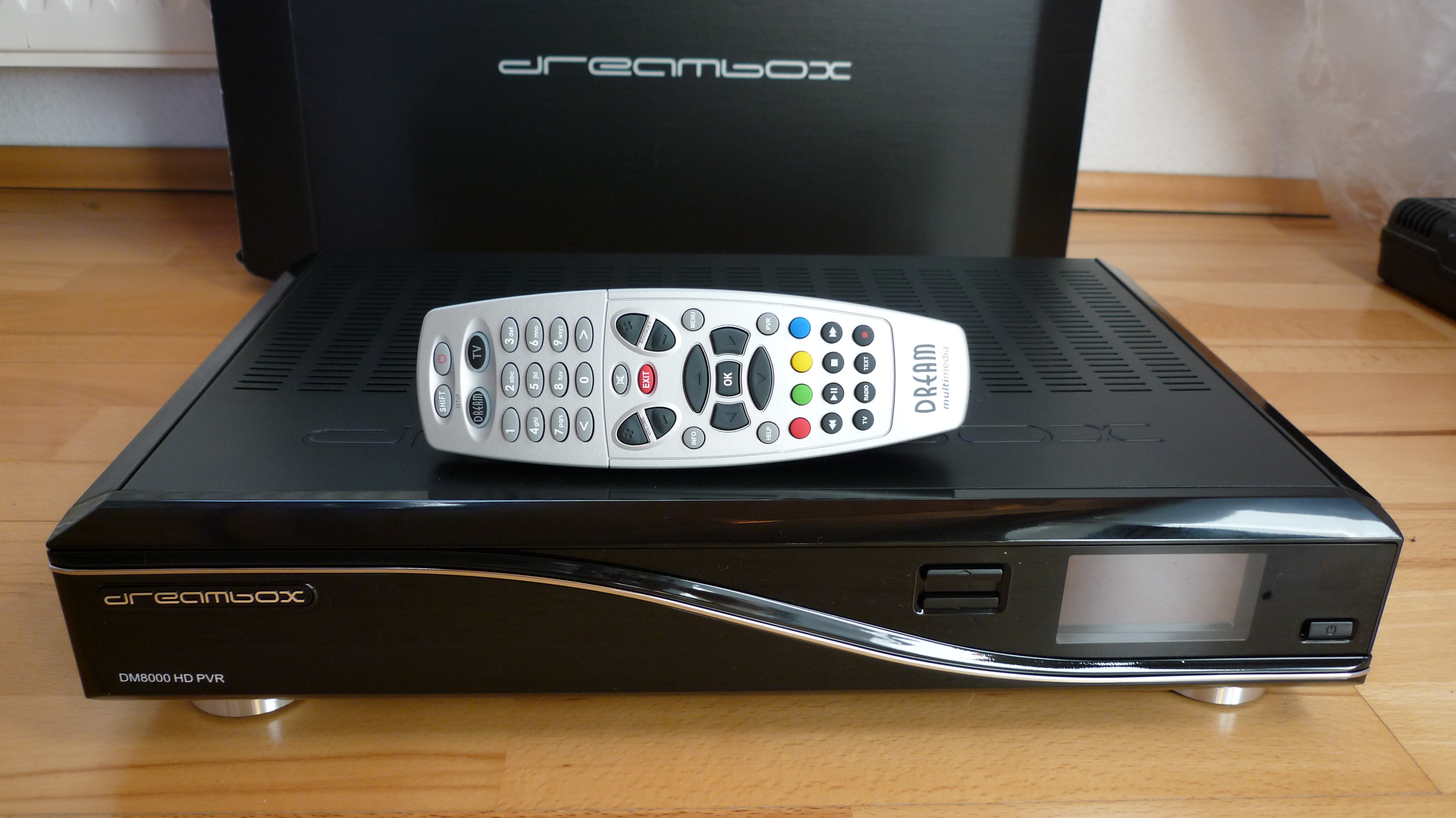
HDTV-Flaggschiff
DM 8000 HD PVR

Der digitale HD-Satelliten-Empfangsreceiver für TV- und Radioprogramme mit großem OLED-Display war das Flaggschiff der Dream Multimedia. Es ließ nach der ersten Ankündigung 2006 über 3 Jahre auf sich warten und war nach Markteinführung monatelang ausverkauft.
Die Einstellung der Produktion wurde im Juni 2012 durch Dream Multimedia verkündet aufgrund von nicht mehr lieferbaren Bauteilen.
Hauptmerkmal war der mit 400 MHz getaktete Prozessor (Broadcom BCM7400), die Dreambox DM 8000 unterstützte die Linux TV-API und wies 256 MB RAM Flashspeicher und 256 MB RAM Arbeitsspeicher auf.
- Twin-DVB-S2 Tuner auf Platine
- Zusätzlich 2 freie Tunersteckplätze (für DVB-S, DVB-S2, DVB-C oder DVB-T; beliebig steck- und mischbar; Plug&Play)
- OLED-Display monochrom bernstein (gelb)
- 2× Smartcard-Reader
- SD-Card-Reader (Secure Digital)
- CF-Card-Reader (Compact Flash)
- 3× USB 2.0 extern (1× Front, 2× Rückseite)
- 1× USB 2.0 intern
- 2× SATA 2.0 intern
- DVI-Ausgang (HDCP-konform)
- YPrPb (Component) Cinch
- 2× SCART Ein-/Ausgänge mit Downscaling von HD (unterstützen FBAS, YUV, S-Video Y/C und RGB)
- FBAS Cinch
- S-Video Y/C (Mini-DIN S-Video-Buchse)
- RS232-Schnittstelle
- S/PDIF optischer Anschluss (Toslink)
- 3,5″ SATA Festplatte nachrüstbar (mitgeliefertes Kabel und Plug&Play Halterung für eine 3,5″-SATA-Festplatte)
- Lüfteranschluss PWM und Plug&Play-Halterung für 60-mm-PWM-Lüfter (optional)
- Wireless LAN IEEE 802.11g (MiniPCI-Anschluss intern und eingebaute Antennen)
- MPEG-2 / H.264 Decoding, Plug&Play
- Unterstützung von High Definition TV bis 1080p
- 10/100-MBit-kompatibles Ethernet Interface RJ45
- DVD-Laufwerk (Blu-Ray) nachrüstbar, ODD-Slim-Format vorbereitet
- 4× Common Interface (2× Front, 2× Rückseite)
- Bis zu 16 Aufnahmen gleichzeitig und dabei einen HD-Film von der Festplatte anschauen und parallel eine BluRay brennen.
- PiP, Bild-in-Bild von HD-Sendern (HD in HD)

### DM 900 ultraHD
- Dreambox OS
- Dreambox API
- CPU: Dualcore 12K DMIPS
- 2 × HDMI (Input 1.4a und Output 2.0)
- Plug&Play tuner slots
- 3" Color LC-Display
- Touch on/off
- MPEG-2/H.264 decoder (Full HD)
- H.265 decoder (Ultra HD)
- Smartcard reader
- SD-Card reader
- Common Interface slot (CI)
- DVB-S2 or DVB-C/T2 tuner
- 2 GB RAM
- 4 GB Flash (eMMC)
- Gigabit Ethernet interface
- 2 × USB 3.0
- Mini USB service port (Flash rescue)
- S/PDIF digital bitstream out
- Automatic service scan
- 2,5” HDD Slot für optionale interne SATA Festplatte
- WiFI support (optional)
- Web Interface für PC und Smartphone
- DiSeqC 1.0, 1.1, 1.2, USALS, Unicable
- FBC technology
- Maße: 270 × 187 × 60 mm (B × T × H)

### DM 920 ultraHD
- Dreambox OS
- Dreambox API
- CPU: Dualcore 12K DMIPS
- 2 × HDMI 2.0 (input and output)
- 2 × Plug&Play tuner slots
- 3″ Color LC-Display
- Touch on/off
- MPEG-2/H.264 decoder (Full HD)
- H.265 decoder (Ultra HD)
- Smartcard reader
- SD-Card reader
- 2 × Common Interface slot (CI)
- FPGA technology
- 2 GB RAM
- 8 GB Flash (eMMC)
- Gigabit Ethernet interface
- 2 × USB 3.0
- Mini USB service port (Flash rescue)
- S/PDIF digital bitstream out
- Automatic service scan
- 2,5″ HDD Slot für optionale interne SATA Festplatte
- WiFI support (optional)
- Web interface für PC and Smartphone
- DiSeqC 1.0, 1.1, 1.2, USALS, Unicable
- Multistream support
- FBC technology
- Maße: 270 × 187 × 60 mm (B × T × H)

### Dreambox One
Nach mehrfachen Verschiebungen wurde innerhalb eines Vorab-Testes mit Ende März 2019 ein ungefähres Release-Datum der Dreambox One bekanntgegeben (Sat-Variante). Eine Combo-Variante mit einem DVB-S2X- und einem DVB-C/T2-Tuner sollen im April 2019 und eine reine Android Streaming-Box ohne Tuner im Sommer 2019 erscheinen ("Dreambox Play").
- Betriebssystem: Linux E2 & Android 8.1 (Dual-Boot)
- CPU: Quad-Core-Prozessor A73 plus Dual A53
- GPU: ARM Mali-G52, 850 MHz
- 16 GB Flash
- 2 GB RAM
- Tuner: 1× DVB-S2X (Sat-Variante), 1× DVB-S2X und 1× DVB-C/T2 (Combo-Variante)
- 53.360 DMIPS
- Dual-Boot Fähigkeit
- Erweiterbar durch Android Apps
- 7-Tage (Multi)-EPG
- H.264/H.265 Hardware-Encoding (1080p60)
- Unbegrenzte Speicherplätze & Favoritenlisten
- 32 Sprachen
- HDTV-Formate: 2160p, 1080i/p, 576p, 480i/p
- DiSEqC und Unicable-Support: 1.0, 1.1, 1.2 und USALS
- Multistream-fähig
- Aufnahmen über EPG & Timer
- 1× Dual Band WLAN Schnittstelle (802.11 a/b/c/g/ac 2 × 2 MIMO)
- 1× HDMI 2.0 Ausgang (Rückseite)
- 1× S/PDIF optisch (Rückseite)
- 1× USB 3.0 (Rückseite)
- 1× USB 2.0 (Rückseite)
- 1× Gigabit LAN (Rückseite)
- 1× Service-Port (Rückseite)
- 1× 12V Stromanschluss (Rückseite)
- 1× SD-Kartenleser (Front)
- 1× Smartcard-Reader (Front)
- Abmessungen: 172 × 34 x93 Millimeter
- Gewicht: 306 Gramm[4][5]